# صامويل سنيد
صامويل جاكسون سنيد (Samuel Jackson Snead) (وُلد في 27 من مايو لعام 1912م - تُوفي في 2 من مايو لعام 2002م) هو لاعب جولف أمريكي محترف تربع على عرش اللعبة لمدة أربعة عقود تقريبًا. وقد فاز سنيد بلقب دورة الرابطة الأمريكية للاعبي الجولف المحترفين، بما في ذلك 7 بطولات البطولات الرئيسة. ولم يفز على الإطلاق ببطولة الولايات المتحدة المفتوحة على الرغم من حصوله على المركز الثاني بها أربع مرات.
كان سنيد يُلقب باسم «سلامين سامي» وكان محل إعجاب من الناس بسبب تميزه بما يُسمى «الأرجحة المثالية» والتي كانت السبب في ظهور العديد من المقلدين له. اشتهر سنيد بمظهره الشعبي، حيث كان يرتدي القبعة المصنوعة من القش، وكان يلعب في البطولات وهو حافي القدمين ويردد العبارات المشهورة «احسب قطع الخمس سنتات والعشر سنتات بدقة، وابتعد عن تناول الويسكي، ولا تضيع الضربات القريبة من الحُفر.» وقد دخل في زمرة مشاهير الجولف عام 1974م وحصل على جائزة مؤسسة تنظيم بطولة الرابطة الأمريكية للاعبي الجولف المحترفين عام 1998م.

## وصلات خارجية
- صامويل سنيد على موقع IMDb (الإنجليزية)
- صامويل سنيد على موقع الموسوعة البريطانية (الإنجليزية)
- صامويل سنيد على موقع إن إن دي بي (الإنجليزية)
- صامويل سنيد على موقع قاعدة بيانات الفيلم (الإنجليزية)
- صامويل سنيد على موقع رابطة لاعبي الغولف المحترفين (الإنجليزية)
- صامويل سنيد على موقع قاعة فرجينيا للمشاهير الرياضية (الإنجليزية)

- World Golf Hall of Fame profile
- about.com profile Profile, stats and quotes نسخة محفوظة 27 يناير 2017 على موقع واي باك مشين.
- Sam Snead Profile at Golf Legends
- Photos of Sam Snead at Palm Beach Golf Classic